# Pablo Sanz
Pablo Sanz Iniesta (Barcellona, 30 agosto 1973) è un allenatore di calcio, dirigente sportivo ed ex calciatore spagnolo, di ruolo centrocampista, tecnico in seconda del West Ham Utd.